# A Study in Scarlet (film 1933)
A Study in Scarlet è un film del 1933 diretto da Edwin L. Marin. Il soggetto prende spunto dal romanzo Uno studio in rosso di Arthur Conan Doyle, ma la sceneggiatura di Robert Florey è originale. Tra gli interpreti principali, appare il nome di Anna May Wong nel ruolo della signora Pyke: il ruolo dell'attrice, in realtà, si riduce a una partecipazione di una decina di minuti.
Reginald Owen, che qui veste i panni di Sherlock Holmes, l'anno precedente aveva interpretato il dottor Watson in Sherlock Holmes. Owen fu uno dei pochissimi attori che interpretarono sullo schermo sia il personaggio di Holmes che quello di Watson.

## Trama
A Londra, dopo l'apparente suicidio di James Murphy, membro della misteriosa organizzazione dello Scarlet Ring guidata dall'avvocato Thaddeus Merrydew, i membri si incontrano per occuparsi delle proprietà di Murphy. Per rimpiazzare suo padre, benché lei ignori gli scopi della congrega, Eileen Forrester di unisce al gruppo dopo aver decifrato un codice segreto pubblicato su un giornale. La giovane assiste alla morte di Pyke, uno dei membri della società, che rimane ucciso da un colpo di pistola. Eileen sviene ma quando si riprende, il corpo di Pyke è sparito.
Chiamato dall'ispettore Lastrade, il criminologo Sherlock Holmes comincia a indagare. Holmes, contattato dalla vedova di Murphy, sospetta che anche quest'ultimo sia stato ucciso. La moglie di Pyke identifica il marito nel corpo di un uomo trovato nel Tamigi riconoscendo il suo anello. I membri superstiti della società, Jabez Wilson, William Baker e Eileen, vengono informati da Merrydew che il gruppo deve sciogliersi. Dopo la riunione, Eileen scompare. Ma Holmes e John Stanford, il fidanzato della ragazza, la salvano dal luogo dov'è tenuta prigioniera.
Un altro membro dello Scarlet Ring, Baker, resta ucciso in una proprietà di Pyke, conosciuta come Grange. Wilson è terrorizzato da quella morte, sentendo che il prossimo potrebbe essere lui. Eileen viene attirata alla Grange con un telegramma: Holmes, il dottor Watson e Lastrade, avvisati da John, vi si recano mentre vi giunge anche uno sconosciuto. Holmes e i suoi liberano la ragazza e salvano Wilson, che stava per essere ucciso da Ah Yet, il servitore muto di Pyke. È quest'ultimo, infatti, a essere il misterioso sconosciuto. Merrydew e Pyke sono arrestati. Holmes spiega che lo Scarlet Ring era stato creato per proteggere dei gioielli di inestimabile valore rubati anni prima in Cina. Ma gli avidi Merrydew e Pyke avevano voluto impadronirsene, cercando di eliminare i membri della società a uno a uno.

## Produzione
Il film fu prodotto dalla K.B.S. Productions Inc.

## Distribuzione
Distribuito dalla Fox Film Corporation e dalla Sono Art-World Wide Pictures, il film - presentato da E.W. Hammons - uscì nelle sale cinematografiche statunitensi il 14 maggio 1933. A New York, il film fu presentato il 31 maggio 1933. Il film ebbe una distribuzione internazionale. In Australia, uscì con il titolo Sherlock Holmes: A Study in Scarlet.